# وارن (فيرمونت)
وارن (بالإنجليزية: Warren, Vermont)‏ هي بلدة تقع بولاية فيرمونت في الولايات المتحدة. تبلغ مساحتها 103.5 (كم²)، وترتفع عن سطح البحر 264 م، بلغ عدد سكانها 1705 نسمة في عام 2010 حسب إحصاء مكتب تعداد الولايات المتحدة .

## وصلات خارجية
- www.warrenvt.org
- The US50 - Cities and Towns in Vermont State
- Vermont Cities and Towns, Facts, Map, Flag, Colleges, Government, and More